# Latinikon
I Latinikon (in greco medievale: Λατινικόν) erano delle truppe dell'Impero bizantino di provenienza occidentale.

## Storia dei Latinikon
Mercenari, in genere, erano armati con cotta di maglia pesante ed erano delle ottime unità, talmente efficienti da meritarsi l'apprezzamento di Anna Comnena, figlia dell'imperatore Alessio I Comneno, che scrisse che il valore militare dei Latinkon era tale «che avrebbero potuto assaltare le mura di Babilonia».
Essendo mercenari di un certo livello, il loro numero certamente variava, ma rimaneva comunque sempre sufficientemente elevato da dover sempre richiedere la presenza di un gran connestabile (Megas Konostablos) che ne avesse il comando.

Inoltre moltissimi Latinikon prestavano i loro servigi militari sempre come mercenari ma per l'intera vita per l'impero bizantino ed il suo basileus, e molti dopo un certo periodo di tempo entravano nell'esercito bizantino.

Alcuni compravano terreni e si stabilivano stabilmente nei territori dell'impero, iniziando a far parte della vita sociale bizantina.
I Latinikon, essendo mercenari d'alto livello, non erano inquadrabili in un unico genere di unità.

In ogni caso erano quasi tutti cavalieri feudali occidentali abituati a combattere a piedi come fanteria pesante con spada oppure a cavallo, i Latinikon erano sì mercenari, ma specifici nella cavalleria e fanteria pesante.